# Linia kolejowa Rżew – Wiaźma
Linia kolejowa Rżew – Wiaźma – linia kolejowa w Rosji łącząca stację Rżew-Bałtycki ze stacją Wiaźma. Fragment linii Lichosławl – Rżew – Wiaźma.
Odcinek Rżew-Bałtycki – Osuga zarządzany jest przez region moskiewski Kolei Październikowej, natomiast fragment 168 km – Wiaźma zarządzany jest przez region smoleński Kolei Moskiewskiej. 
Linia położona jest w obwodach twerskim i smoleńskim. Na całej długości jest niezelektryfikowana i jednotorowa (z wyjątkiem odcinka Wiaźma-Nowotorżskaja - Wiaźma, który jest dwutorowy).

## Historia
Kolei Rżewsko-Wiaziemska została oddana do użytku w 1888. Była ona częścią Kolei Nowotorżskiej, łączącej Kolej Nikołajewską (Petersburg – Moskwa) z Koleją Moskiewsko-Brzeską. Budowę sfinansowano z pieniędzy publicznych. Linia odegrała ważną rolę strategiczną podczas toczących się w jej okolicy walk II wojny światowej.
Początkowo leżała w Imperium Rosyjskim, następnie w Związku Sowieckim. Od 1991 położona jest w Rosji.